# Serie A 2005-06
La Serie A 2005-06 va ser la 104a edició de la Lliga italiana de futbol i la 74a temporada d'ençà que es disputa en sistema de lliga.
La Juventus FC va ser originalment el club campió, però després de l'escàndol del 2006 conegut com a Calciopoli, la Federació Italiana de Futbol atorgà el títol a l'Internazionale.

## Classificació
- Font: www.resultados-futbol.com/serie_a2006'